# Academische Monatshefte
L'Academischen Monatshefte (AM) est une revue mensuelle fondée en 1884. Elle est abandonnée en 1913 et transformée en Deutsche Corps-Zeitung.

## Histoire
Le fondateur est le publiciste Paul Salvisberg (de), qui veut créer un organe destiné en premier lieu aux étudiants du corps de Kösen, qui publient leurs rapports officiels et leurs communications dans le Kladderadatsch, largement diffusé dans les milieux académiques. La rédaction se trouvait d'abord au château d'Erolzheim avant de déménager à Munich en 1885. En 1886, le Congrès de Kösen reconnaît les Academischen Monatshefte comme organe officiel de la  Kösener Senioren-Convents-Verband. En 1890, un comité de rédaction permanent est créé pour assister la rédaction. Lorsque le Congrès supprime en 1893 l'abonnement obligatoire introduit deux ans plus tôt pour les étudiants de corps actifs et inactifs, Salvisberg se trouve dans une situation économique difficile et oriente le contenu entièrement vers sa clientèle d'étudiants de corps. Les autres contributions aux questions académiques du jour ainsi que les articles scientifiques et de culture générale disparaissent en grande partie. Les Academischen Monatshefte restent cependant un forum important pour les contributions sur l'histoire des étudiants, dans lequel des auteurs non membres de corps publient également. L'historien Wilhelm Fabricius, qui, avec Salvisberg, est l'un des fondateurs du journal et agit temporairement comme son adjoint, et l'historien de la littérature John Koch sont, entre autres, des collaborateurs réguliers.
Après de nouvelles disputes sur l'alignement, Salvisberg se retire du projet en 1894. La revue devient la propriété de l'ancien rédacteur en chef adjoint Karl Rügemer. La baisse du nombre d'abonnés, les plaintes sur le contenu et les problèmes économiques incitent le Congrès de Kösen et le Congrès des députés de l'Association des anciens étudiants de corps (de) en 1913, sur proposition de Carl Heyer (de), à mettre en place une commission permanente de réorganisation de l'organe du corps (comité du journal du corps), qui est doté du droit de signer un nouveau contrat avec Rügemer. Sous l'impulsion de Heyer, les Academische Monatshefte sont rebaptisés Deutsche Corps-Zeitung au début de la 30e année (1913/14).